# Myrmeleon (Myrmeleon) celebensis
Myrmeleon (Myrmeleon) celebensis is een insect uit de familie van de mierenleeuwen (Myrmeleontidae), die tot de orde netvleugeligen (Neuroptera) behoort. 
Myrmeleon (Myrmeleon) celebensis is voor het eerst wetenschappelijk beschreven door McLachlan in 1875.